# William Botting Hemsley
William Botting Hemsley (29. prosince 1843 East Hoathly, Sussex – 7. října 1924 Broadstairs, Kent) byl anglický botanik.
Hemsley byl zaměstnaný v Royal Botanic Gardens v Kew. Roku 1889 se stal členem Royal Society. Spolupracoval na Illustrations of the New Zealand flora Thomase Cheesemana.
Byl po něm pojmenován rod Hemsleya Cogn. z čeledi Cucurbitaceae.

## Dílo (výběr)
- Handbook of Hardy Trees, Shrubs and Herbaceous Plants, 1877
- Diagnoses Plantarum Novarum (1878-1880)
- Biologia Centrali-americana … Botany (5 svazků), 1879-1888
- Report on Scientific Results of Voyage of HMS Challenger, Botany, 1885
- Enumeration of all Plants known from China, 1886 a 1895 (spoluautor Francis Blackwell Forbes)